# Mz 125 SX/SM
Les 125 SX et XM sont deux motos de type trail léger produites par l'entreprise allemande MZ entre 2001 et 2008.